# Вілл Тюдор
Ві́льям Дже́ймс Сі́бре «Вілл» Тю́дор (англ. William James Sibre «Will» Tudor; нар. 11 квітня 1987) — англійський актор. Він став відомим завдяки ролі Олівара в серіалі телеканала НВО «Гра престолів» (він виконував цю роль з третього сезону та продовжить її виконувати в п'ятому) та ролі Джонатана Моргенштерна/Себаст'яна Верлака у серіалі телеканалу Freeform «Сутінкові мисливці» (англ. Shadowhunters).

## Фільмографія

### Фільм
| Рік  | Назва             | Оригінальна назва | Роль                |
| ---- | ----------------- | ----------------- | ------------------- |
| 2015 | Академія вампірів | Vampire Academy   | Старший початківець |
| 2014 | Бонобо            | Bonobo            | Тобі                |
| 2015 | Завтра            | Tomorrow          | Трістан             |

### Телебачення
| Рік      | Назва              | Оригінальна назва  | Роль                                     | Примітки                                |
| 2011     | Великі надії       | Great Expectations | шанувальник Естелли                      | телевізійний мінісеріал                 |
| 2013     | Гра престолів      | Game of Thrones    | Олівар                                   | Постійна роль (3-5 сезони)              |
| 2013     | Доктори            | Doctors            | молодий Сем Рід                          | 1 епізод («Turn Back Time»)             |
| 2014     | Червоний намет     | The Red Tent       | Джозеф                                   | телевізійний мінісеріал                 |
| 2015 — … | Люди               | Humans             | Одді                                     | Головна роль (12 епізодів)              |
| 2016     | Містер Селфрідж    | Mr Selfridge       | Франк Вайтлі                             | 4 епізоди                               |
| 2017 — … | Сутінкові мисливці | Shadowhunters      | Джонатан Моргенштерн/ Себаст'яна Верлака | Постійна роль(2 сезон), гість (3 сезон) |